# ماهنامه آرمان
آرمان نشریه ماهانه انجمن هزاره‌های ویکتوریا است که به جامعه رو به رشد افغان‌های ملبورن خدمت می‌کند و در سراسر استرالیا توزیع می‌شود. این نشریه در اولین دوشنبه هر ماه منتشر می‌شود و تعداد خوانندگان آن به چندین هزار نفر می‌رسد. مجله آرمان در سه زبان دری، پشتو و انگلیسی منتشر می‌شود. آرمان که تنها مجله دری‌زبان استرالیا است، به‌طور مرتب در آن کشور منتشر می‌شود و به‌طور گسترده توزیع می‌گردد. این مجله منبع ارزشمندی از اخبار، اطلاعات، مقالات ویژه و همچنین راهنمای یافتن محصولات و خدمات برای جامعه هزاره‌ها است.
اولین چاپ آرمان در اکتبر ۲۰۰۲ تنها در هشت صفحه منتشر شد و نظر به گذشته خود، از نظر کمی و کیفی بسیار پیشرفت کرده‌است. این مجله که در حال حاضر در ۴۰ صفحه منتشر می‌شود، جای خود را در جامعه افغان‌های استرالیایی به خوبی باز کرده‌ست.
در حال حاضر حامد صابری سردبیر ماهنامه آرمان و شریف ثمر مسئول اجرایی آن است. طراح آن نیز عارف فیاضی است.